# Rebecq
Rebecq bzw. Rebecq-Rognon ist eine Gemeinde in Belgien, etwa 30 km südwestlich von Brüssel gelegen.
Teilgemeinden von Rebecq sind Bierk (Bierghes), Roosbeek (Rebecq-Rognon) und Quenast; die Ortschaft Wisbeke (Wisbecq) wurde bei der Gründung von Rebecq 1977 von der Nachbargemeinde Tubize übernommen.
Bekannt wurde Rebecq vor allem als Geburtsort von Ernest Solvay, des industriell erfolgreichen Chemikers. Der Mitbegründer der Solvay-Werke war ein sozial denkender  Mäzen der Unternehmens-Belegschaft und auch Bildungspolitiker.

## Sehenswürdigkeiten
- Rail Rebecq Rognon
- Das Château de Wisbecq (Schloss Wisbeek) stammt aus der ersten Hälfte des 19. Jahrhunderts. Damals kam es an das Haus Arenberg. Heute steht es zum Verkauf.

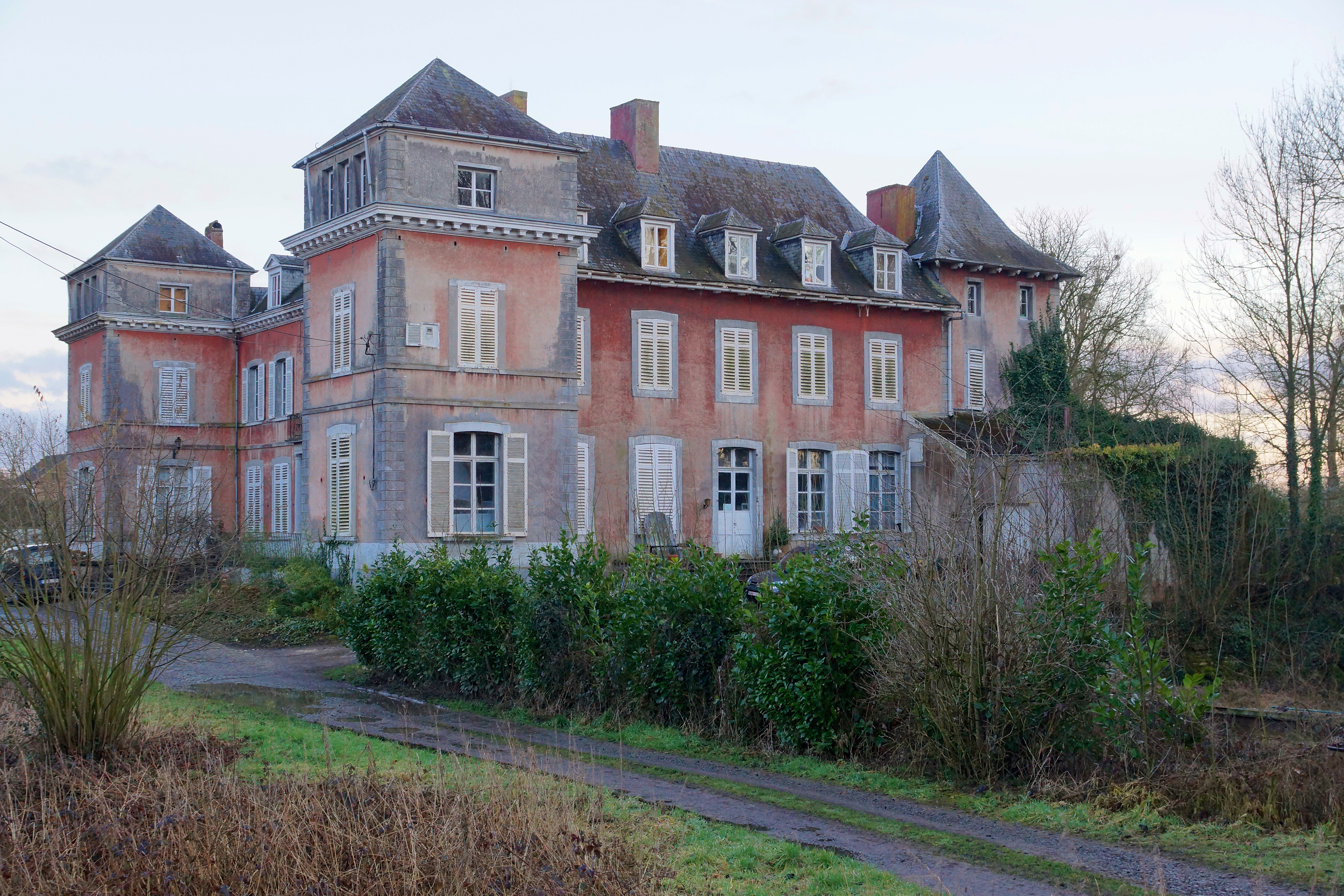
Schloss Wisbeek

## Söhne und Töchter der Gemeinde
- Alfred Solvay, belgischer Unternehmer der Chemie-Industrie
- Ernest Solvay (1838–1922), belgischer Unternehmer der Chemie-Industrie